# Terra degli uomini (Jovanotti)
Terra degli uomini è un singolo del cantautore italiano Jovanotti, pubblicato il 1º febbraio 2013 come secondo estratto dalla raccolta Backup - Lorenzo 1987-2012.

## Descrizione
Il titolo è un riferimento all'omonimo romanzo dello scrittore francese Antoine de Saint-Exupery.

## Video musicale
Il videoclip, diretto dallo stesso Jovanotti, è stato pubblicato lo stesso giorno dell'uscita del singolo attraverso il canale YouTube del cantante.